# 瑪利諾中學
瑪利諾中學（英語：Maryknoll Secondary School，簡稱瑪中），由美國天主教傳教會於1966年成立，並於2023年起由天主教香港教區接辦，是位於香港秀茂坪的男女中學；而此校附設之彌撒中心，則隸屬耶穌復活堂堂區。

## 歷史
瑪利諾中學原名為「瑪利諾職業中學」，於1960年起由瑪利諾外方傳教會申辦，兩年後獲准開辦，並於1966年正式創校，早期主要開課工科及商科（分別供男、女生就讀）課程。1967年，此校原來位於牛頭角的校舍正式落成，並同時增辦夜校部（後來更名為「瑪利諾高中書院」），供此校中三畢業生就讀。至1978年，此校更改校名為「瑪利諾工業中學」。
1995年，此校辦理第一屆高級程度會考，隔年開辦香港高級程度會考課程，三年後再改為現名。
由於校舍所在用地空間嚴重不足，即使在2004年加建新翼後仍未見改善。因此，此校自2006年起曾三度申請新建校舍，直至2014年申請後才獲分配秀茂坪現址校舍。新校舍於2022年6月13日交付，同年9月開學。
由於瑪利諾外方傳教會無力繼續辦學，瑪利諾中學連同該會另外三間屬校，已於2023年9月1日起交還予天主教香港教區直接營辦。此後，教區自翌年4月7日起，在此校新設「瑪利諾中學彌撒中心」。

## 班級及課程
此校各級均設有4班，一共24班，除英文科外均以中文授課。
而在高中年級選修科目方面，可選科目包括化學、生物、物理、經濟、企會財、中國歷史、資訊及通訊科技、視藝、中國文學，以及設計與應用科技。此外，學生亦可選擇追加修讀數學延伸單元（二）。

## 歷任管治人員
- 歷任校監
  - 挽靈神父（1966年9月 - 1995年6月15日）
  - 譚建平神父（1995年9月 - 2012年8月）
  - 譚耀培（2012年9月現任）
- 歷任校長
  - 挽靈神父（1966年－1967年，創校校長）
  - 盧振康（1967年－1973年，第二任）
  - 金玉林（1973年 - 1978年，第三任）
  - 賴俊傑（1978年 - 2001年，第四任）
  - 賴永春（2001年 - 2023年，第五任。屬校友）[13]
  - 鄭英佳（2023年起現任）

## 校舍

### 牛頭角舊校舍
舊校舍位於牛頭角，鄰近彩霞邨，佔地2,800平方米，設有24間課室及各種特別室，於1967年建成，並曾於2003-04年間進行擴建。
隨著新校舍於2022年6月落成，舊校舍用地已於翌年8月31日交予香港海關，暫時用作香港海關訓練及青年發展中心。用地未來將改作私人住宅用途，並已納入2025/26年度賣地表。

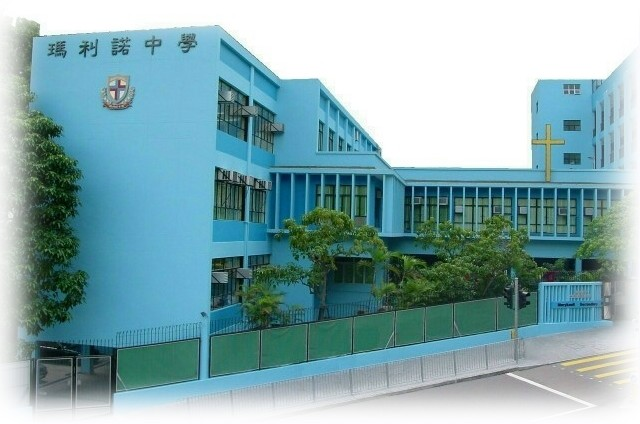
瑪利諾中學原址舊翼校舍（2011年）
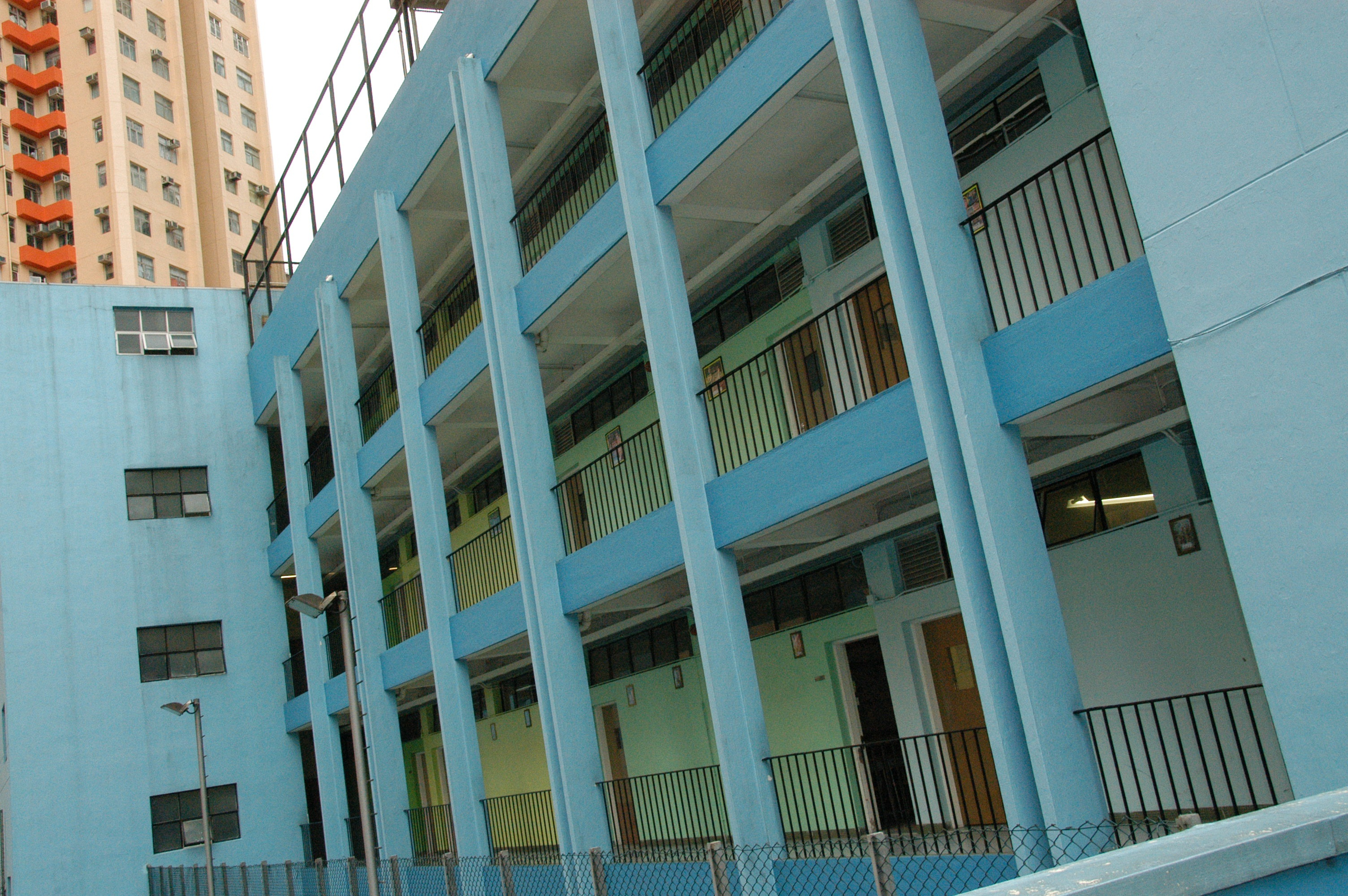
瑪利諾中學原址舊翼校舍外觀（2011年）
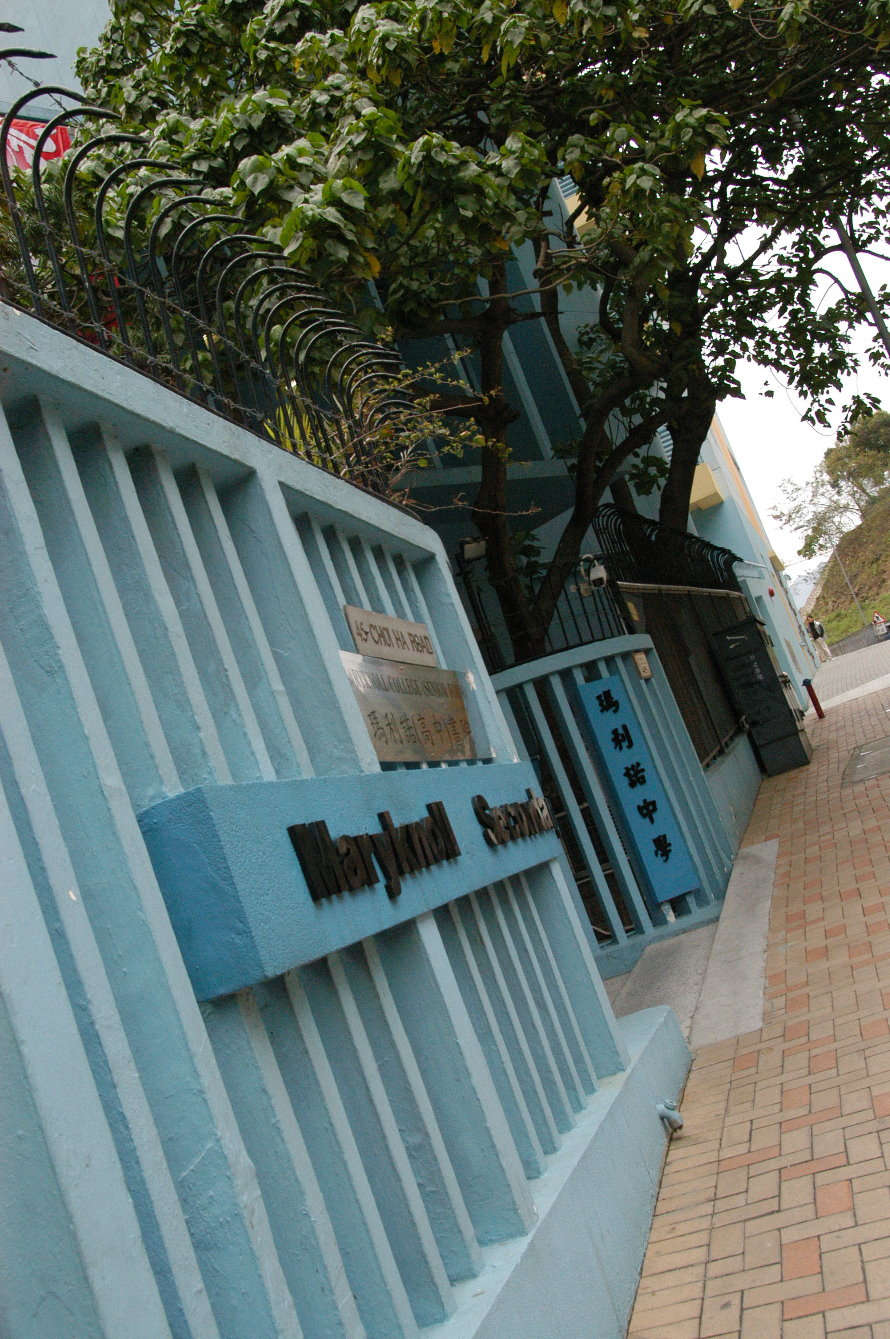
瑪利諾中學原址舊翼校舍大門（2011年）
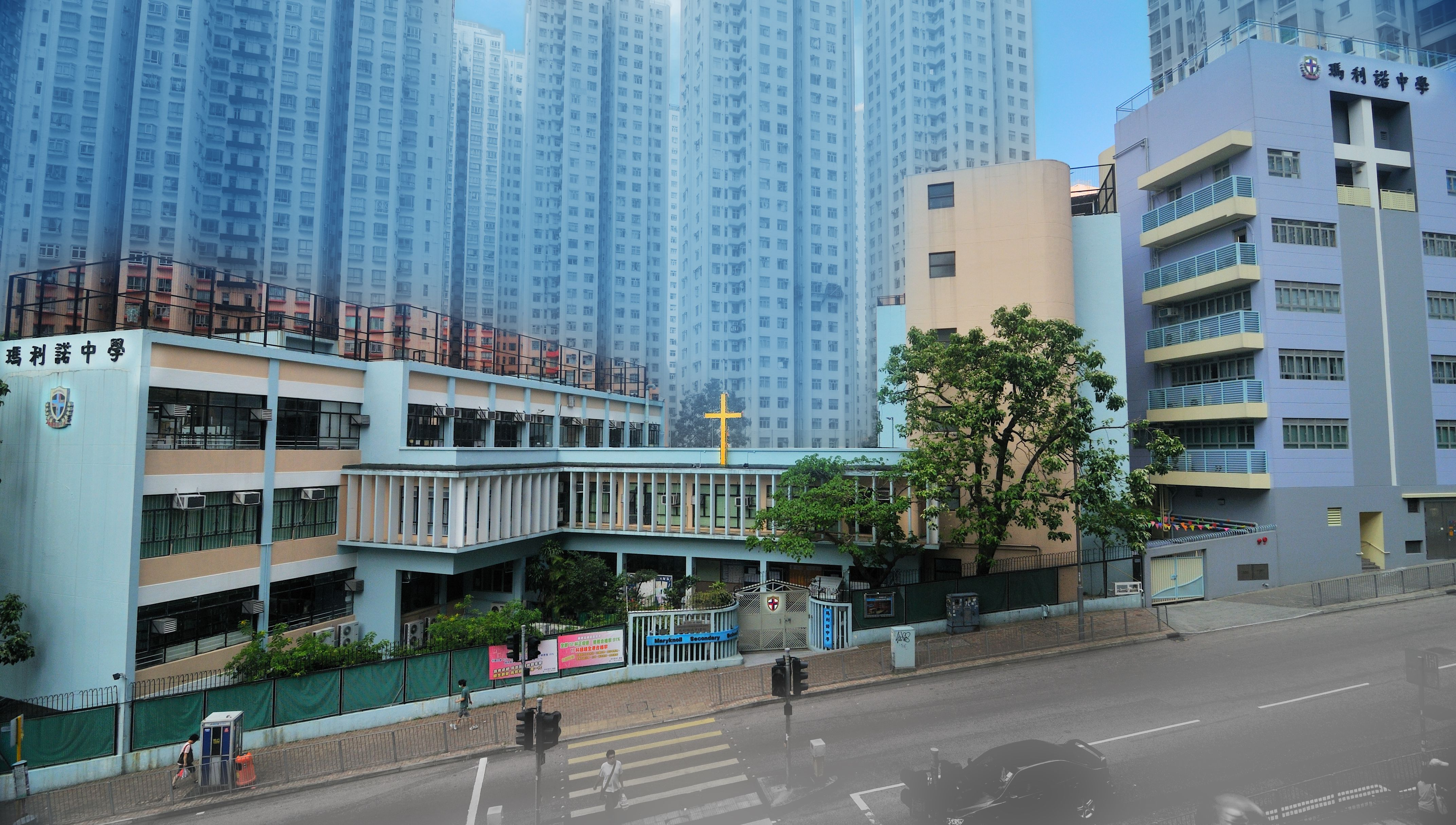
瑪利諾中學原址新、舊翼校舍外貌（2012年）

### 秀茂坪現存校舍
此校校舍位於安秀道，毗鄰安泰邨、安健道及迦密梁省德學校新校，為安達臣道發展計劃下的唯一一幅中學用地。
重置後校舍佔地7,500平方米，採用後千禧設計，設有30間課室連各種特別室，由建築署高級建築師鍾鳴昌為首團隊設計，室內設計則外判予許李嚴建築師事務所，並由中國海外房屋工程有限公司承建。
現存校舍曾於2023年，獲得香港建築師學會年獎之入圍獎，其後更先後獲得亞洲最具影響力設計獎之優異獎，以及IDA國際設計大獎之銀獎。

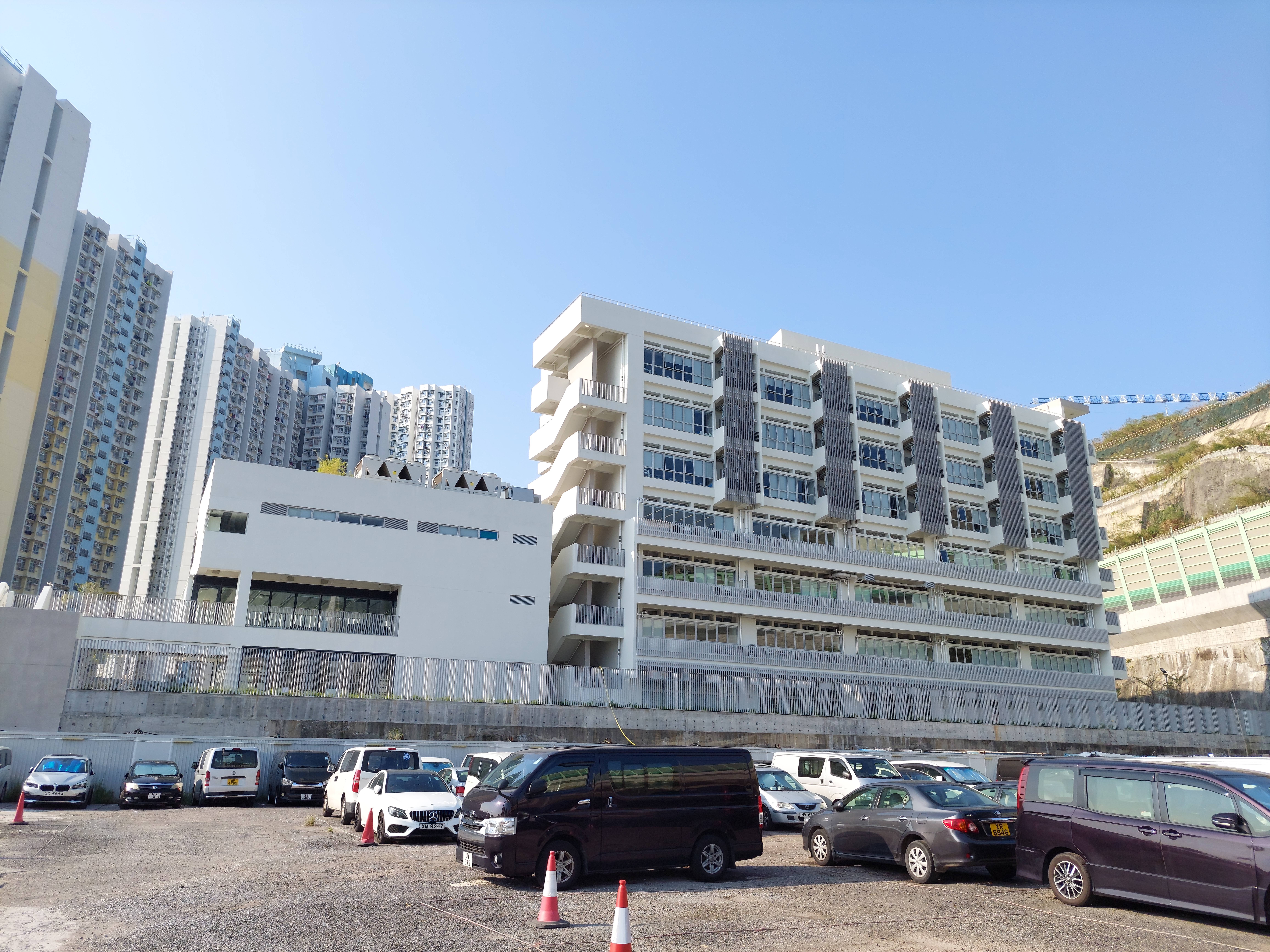
現存校舍南面
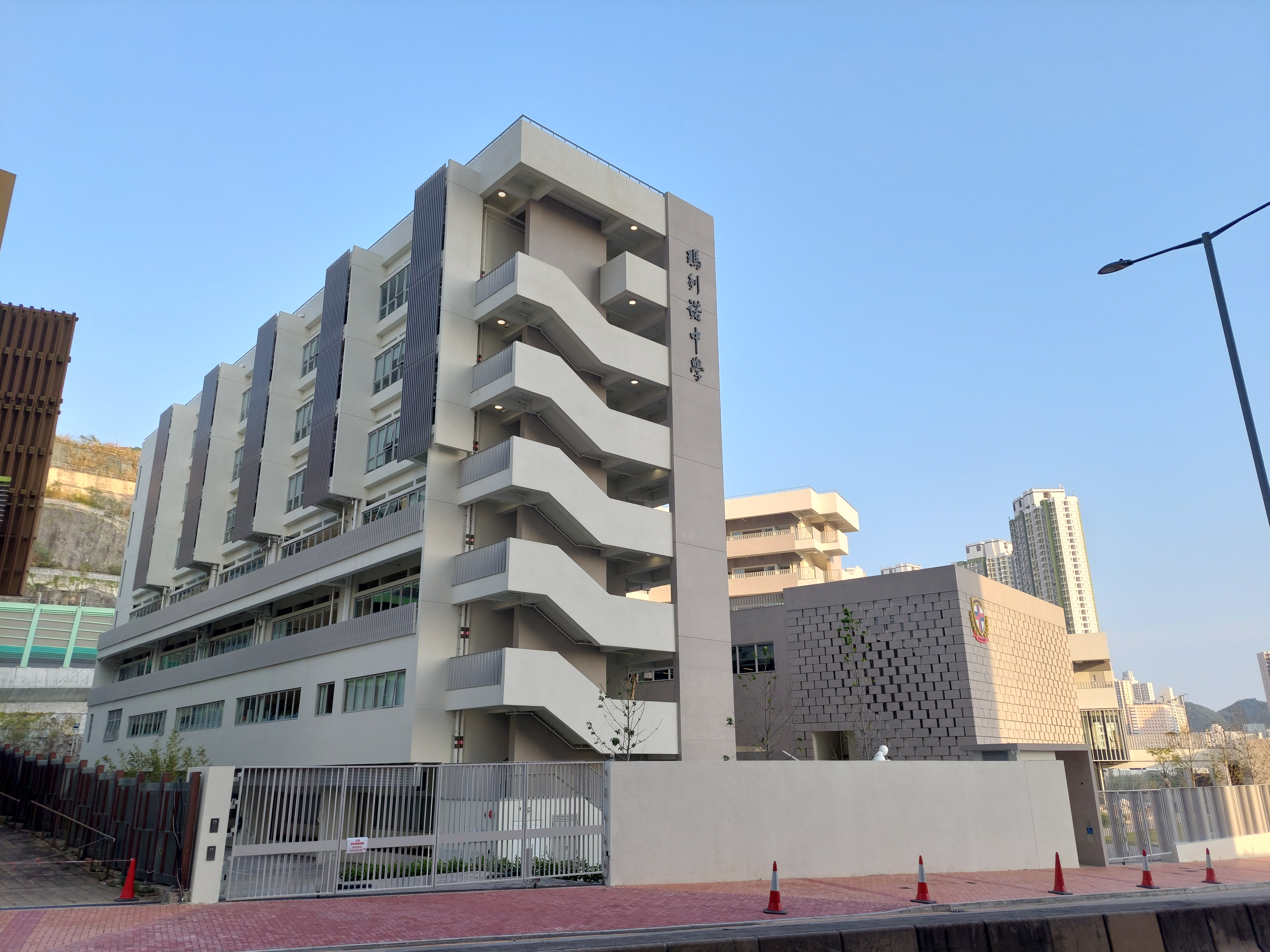
現存校舍西北面
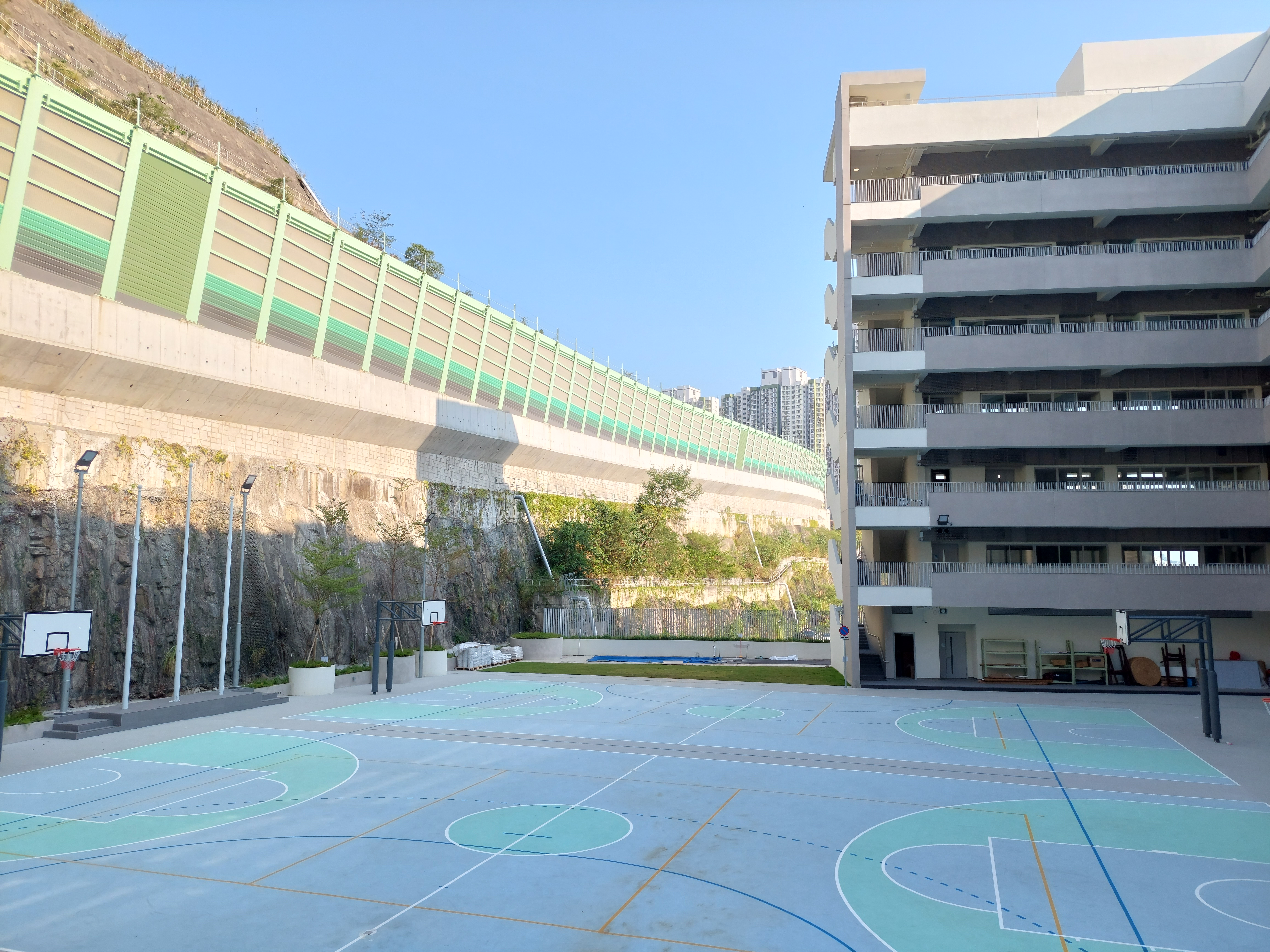
現存校舍操場

## 軼事及事件
- 在此校位於秀茂坪的遷建校舍進行分配時，香港聖瑪加利女書院[21]、彩虹邨天主教英文中學[22]及滙基書院[23]亦有份競投，但皆不果；當中，前者已於2019年臨時校舍租期屆滿後結束，而滙基則於六年後投得九龍灣另一校舍。
- 2020年6月23日，此校一名15歲女生疑因情緒問題，於考試日在學校附近的淘大花園平台跳樓自殺。事主雖然生還，但因重傷骨折而被送院救治[24]。
- 2023年6月1日，此校一名男生疑因與另一名女生爭執並動武，其後於放學時在校門對出遭四名陌生男子毆打。事主隨即逃返學校求助，但疑兇於得逞後亦已逃之夭夭[25]。一日後，兩名學生均被警方拘捕[26]。

## 註解
1. ↑  以「瑪利諾學校有限公司」法人身份辦學
2. ↑  該等校舍現為聖若瑟英文中學、聖言中學及文理書院（九龍）。
3. ↑  另外三間分別為天主教柏德學校，及瑪利諾神父教會學校中、小學部。

## 外部連結
- 瑪利諾中學 （页面存档备份，存于）